# Dow Jones Open Invitational
O Dow Jones Open Invitational foi uma competição masculina de golfe no PGA Tour, que se realizou uma vez, em 1970, no Upper Montclair Country Club, em Clifton, no estado norte-americano de Nova Jérsei, no campo de golfe par 72, de 18 buracos. Outro torneio do PGA Tour —  o Thunderbird Classic — também fora realizado naquele lugar durante uma parte de sua história na década de 1960.

## Campeão
- 1970 Bobby Nichols